# سباستيان روكو
سباستيان روكو (بالإسبانية: Sebastián Roco)‏ هو لاعب كرة قدم تشيلي في مركز الدفاع، ولد في 26 يونيو 1983 في ديبورتيس ميليبيلا في تشيلي. شارك مع منتخب تشيلي لكرة القدم. أما مع النوادي، فقد لعب مع أوداكس إيتاليانو وإيفرتون دي فينا ديل مار وخميناسيا خوخوي وسانتياغو واندررز ونادي نيكاكسا.

## وصلات خارجية
- سباستيان روكو على موقع قاعدة بيانات كرة القدم.إي يو (الإنجليزية)
- سباستيان روكو على موقع ناشيونال فوتبول تيمز (الإنجليزية)
- سباستيان روكو على موقع Soccerway.com (الإنجليزية)
- سباستيان روكو على موقع عالم كرة القدم.نت (الإنجليزية)
- سباستيان روكو على موقع AS.com (الإسبانية)